# 龍山県
龍山県（りゅうざん-けん）は湖南省湘西トゥチャ族ミャオ族自治州に位置する県。
洞庭湖へ向かう沅江の支流の酉水が流れる。

## 歴史
龍山県は、漢の時代に酉陽県となり、三国時代には蜀が黚陽県を設置、南北朝時代には梁によって大郷県となり、五代十国時代には後晋が上溪州とした。元は「白崖洞長官司」を設置した。清が雍正7年に龍山県と改名し、現在までその名が継承されている。

## 行政区画
- 街道：民安街道、華塘街道、興隆街道、石羔街道
- 鎮：洗車河鎮、石牌鎮、茨岩塘鎮、紅岩渓鎮、靛房鎮、苗児灘鎮、里耶鎮、桂塘鎮、召市鎮、洗洛鎮、水田壩鎮、農車鎮
- 郷：洛塔郷、大安郷、内渓郷、咱果郷、茅坪郷